# Gallinago macrodactyla
La agachadiza malgache (Gallinago macrodactyla) es una especie de ave de la familia Scolopacidae. Es una zancuda pequeña y robusta. Solo se reproduce en la zona este húmeda de Madagascar, desde el nivel del mar hasta los 2 700 m de altura, siendo más común por encima de los 700 m. Es un ave no migratoria.

## Descripción
Es un ave robusta, mide unos 30 cm de largo y sus patas son relativamente cortas para ser una zancuda. Sus partes inferiores, cabeza y cuello están ralladas y estampadas con franjas marrones oscuras anchas y bordes dorados formando líneas en su espalda. Su vientre es blanco, con algunas rayas marrones en los laterales pero nunca en el vientre. Su pico negruzco es muy largo, recto y bastante robusto. Sus patas son amarillo-oliva a verde-grisáceo. Ambos sexos son similares, los ejemplares inmaduros solo se diferencias por tener franjas ante en las plumas cuberteras.